# Hommage à Marivaux

Hommage à Marivaux est un ouvrage de Jean Giraudoux publié dans la clandestinité en 1943 aux Pays-Bas.

## Historique
Il s'agit d'un opuscule de 16 pages édité par les éditions A.A.M. Stols à La Haye pour l'éditeur Pierre Magart à Rosières en Picardie. Achevé d'imprimé en juin 1943 en caractères Bodoni, son tirage de cinquante exemplaires sur papier de Hollande est numéroté de 1 à 50. 
L'Hommage à Marivaux est la publication de la conférence prononcée à la Comédie-Française par Giraudoux le 4 février 1943. Il fut ensuite repris en avant-propos à l'édition du théâtre de Marivaux par Fournier et Bastide en 1957 aux Éditions nationales.